# Iljušin Il-62
Iljušin Il-62 (NATO ime Classic) je ozkotrupno reaktivno potniško letalo, ki so ga zasnovali v takratni Sovjetski zvezi v biroju Iljušin.  Zasnovan kot naslednik turbopropelerskega Ila-18. S skoraj 200 sedeži je bil največje potniško letalo, ko je prvič poletel leta 1963.
Je eno izmed prvih štirih letal z dolgim dosegom, ostali kandidati so Boeing 707, Douglas DC-8, in Vickers VC10).  Aeroflot je začel z uporabo leta 1967 in je bil v uporabi kot letalo z dolgim dosegom več desetletij. Posebnost letala je konfugiracija s štirimi motorji v repu, podobno kot poslovni Lockheed JetStar in britanski Vickers VC10. Il-62 je zamenjal turbopropelerskega  Tu-114 na dolgih progah. 
Uporabljala ga je Sovjetska zveza in 30 drugih držav. Obstajajo tudi VIP verzije za prevoz politikov in drugih pomembnežev. Il-62 ima precej večje stroške obratovanja kot sodobna letala, zato se počasi umika. Njegovi nasledniki so Iljušin Il-86 in Iljušin Il-96.

## Tehnične specifikacije
- Posadka: 5; 3 do 5 (pilot, kopilot, inženir, opcijsko navigator in radio operater)
- Kapaciteta: 168-186 potnikov
- Dolžina: 53,12 m (174 ft 3½ in)
- Razpon kril: 43,20 m (141 ft 9 in)
- Višina: 12,35 m (40 ft 6¼ in)
- Površina kril: 279,55 m² (3009 sq ft)
- Prazna teža: 71.600 kg (157.848 lb)
- Maks. vzletna teža: 165.000 kg (363.760 lb)
- Motorji: 4 × Soloviev D-30KU turboventilatorski motor, 107,9 kN (24.250 lbf) vsak
- Količina goriva: 105.300 L (27.817 US Gallons)
- Maks. hitrost: 900 km/h (486 knots, 560 mph)
- Dolet: 10.000 km (5.400 nmi, 6.215 mi) z 10.000 kg (22.000 lb) tovorom
- Največja višina leta: 12.000 m (39.400 ft)
- Hitrost vzpenjanja: 18 m/s (3,540 ft/min) (Il-62): 71.600 kg (157.848 lb)